# Scolelepis melasma
Scolelepis melasma är en ringmaskart som beskrevs av Anne D. Hutchings 1995. Scolelepis melasma ingår i släktet Scolelepis och familjen Spionidae. Inga underarter finns listade i Catalogue of Life.